# Michal Konečný
 Michal Konečný (13 de octubre de 1989, Vysoké Mýto) es un extenista profesional checo. Jugó su último partido profesional en abril de 2021.

## Carrera
Su mejor ranking individual fue el Nº 350 alcanzado el 25 de julio de 2016, mientras que en dobles logró la posición 350 el 28 de noviembre de 2011.
No logró en su carrera títulos de la categoría ATP ni del ATP Challenger Tour, aunque sí obtuvo varios títulos en Futures, tanto en individuales como en dobles. 